# Ратко Дујковић
Ратко Дујковић (Добој, 16. март 1983) српски и босанскохерцеговачки је фудбалски голман.

## Каријера
Дујковић је рођен 16. марта 1983. године у Добоју. Фудбалску каријеру је започео у млађим категоријама добојске Слоге на позицији фудбалског голмана. Први професионални уговор је потписао за српски клуб ОФК Кикинду. Касније је био на голу тузланске Слободе, да би 2006. године прешао у Славију из Источног Сарајева. У Славији се задржао седам година, играо је до 2013. године. Потом је прешао у редове Зрињског из Мостара где је остварио запажене резултате. Већ у првој сезони је са клубом освојио титулу првака у Премијер лиги Босне и Херцеговине (2013/14). Дујковић је проглашен за најбољег голмана Премијер лиге Босне и Херцеговине у сезони 2014/15.
Као интернационалац је наступао једну сезону, од 2015. до 2016. године, за ирански клуб Саипа из Караџе. Бранио је на 11 утакмица у иранском првенству. Потом се вратио у Босну и Херцеговину, а играо је за сарајевски Олимпик. Током 2017. године наступао је за Челик из Зенице и Рудар из Какња. У сезони 2018/19. бранио је за Челик на 12 утакмица првенства. Након што је раскинуо сарадњу са Челиком било је говора да ће почети каријеру тренера голмана у Славији из Источног Сарајева, али до тога није дошло.
Током 2014. и 2015. године био је позиван у сениорску репрезентацију Босне и Херцеговине, али није забележио ниједан наступ.

## Трофеји

### Клуб
Зрињски Мостар
- Премијер лига Босне и Херцеговине: 2013/14.